# 阿布劳哈姆·奥蒂洛
阿布劳哈姆·奥蒂洛（匈牙利語：Ábrahám Attila，1967年4月29日—），匈牙利男子皮划艇运动员。他曾代表匈牙利参加1988年和1992年夏季奥林匹克运动会皮划艇比赛，共获得一枚金牌、一枚银牌和一枚铜牌。